# Джексон (округ, Іллінойс)
Шаблон:StateAbbr_ 37°47′ пн. ш. 89°23′ зх. д. / 37.79° пн. ш. 89.38° зх. д.
Округ  Джексон (англ. Jackson County) — округ (графство) у штаті  Іллінойс, США. Ідентифікатор округу 17077.

## Історія
Округ утворений 1816 року.

## Демографія
За даними перепису 
2000 року 
загальне населення округу становило 59612 осіб, зокрема міського населення було 37459, а сільського — 22153.
Серед мешканців округу чоловіків було 30429, а жінок — 29183. В окрузі було 24215 домогосподарств, 12653 родин, які мешкали в 26844 будинках.
Середній розмір родини становив 2,89.
Віковий розподіл населення поданий у таблиці:
| Стать    | До 15 років | 15-21 | 22-29 | 30-39 | 40-49 | 50-65 | 65-85 | Понад 85 |
| -------- | ----------- | ----- | ----- | ----- | ----- | ----- | ----- | -------- |
| Чоловіки | 4724        | 6522  | 5991  | 3534  | 3501  | 3520  | 2372  | 265      |
| Жінки    | 4513        | 5592  | 4594  | 3407  | 3467  | 3672  | 3256  | 682      |

## Суміжні округи
- Перрі — північ
- Франклін — північний схід
- Вільямсон — схід
- Юніон — південь
- Кейп-Джирардо, Міссурі — південний захід
- Перрі, Міссурі — захід
- Рендолф — північний захід

## Виноски
1. ↑  US Decennial Census. US Census Bureau. Архів оригіналу за 26 квітня 2015. Процитовано 6 липня 2014.
2. ↑  Historical Census Browser. University of Virginia Library. Архів оригіналу за 11 серпня 2012. Процитовано 6 липня 2014.
3. ↑  Population of Counties by Decennial Census: 1900 to 1990. US Census Bureau. Архів оригіналу за 24 квітня 2014. Процитовано 6 липня 2014.
4. ↑  Census 2000 PHC-T-4. Ranking Tables for Counties: 1990 and 2000 (PDF). US Census Bureau. Архів оригіналу (PDF) за 18 грудня 2014. Процитовано 6 липня 2014.
5. ↑  State & County QuickFacts. US Census Bureau. Архів оригіналу за 6 червня 2011. Процитовано 6 липня 2014.(англ.) Наведено за англійською вікіпедією.
6. ↑  American FactFinder. Бюро перепису населення США. Архів оригіналу за 21 травня 2008. Процитовано 31 січня 2008.

| США | Це незавершена стаття з географії США. Ви можете допомогти проєкту, виправивши або дописавши її. |